# Крутий Лог (Бєлгородська область)
Крутий Лог (рос. Крутой Лог) — село у Бєлгородському районі Бєлгородської області Російської Федерації.
Населення становить 1393  особи. Входить до складу муніципального утворення Крутологське сільське поселення.

## Історія
Населений пункт розташований у східній частині української суцільної етнічної території — східній Слобожанщині.
Згідно із законом від 20 грудня 2004 року № 159 від 1 січня 2006 року належить до муніципального утворення Крутологське сільське поселення.
15 травня 2024 року російські літаки скинули ФАБ-500 біля села Крутий Лог. Постраждалих немає.

## Населення
| 1916 | 2002  | 2010  |
| ---- | ----- | ----- |
| 2500 | ↘1121 | ↗1393 |